# Kathedrale von Ambato

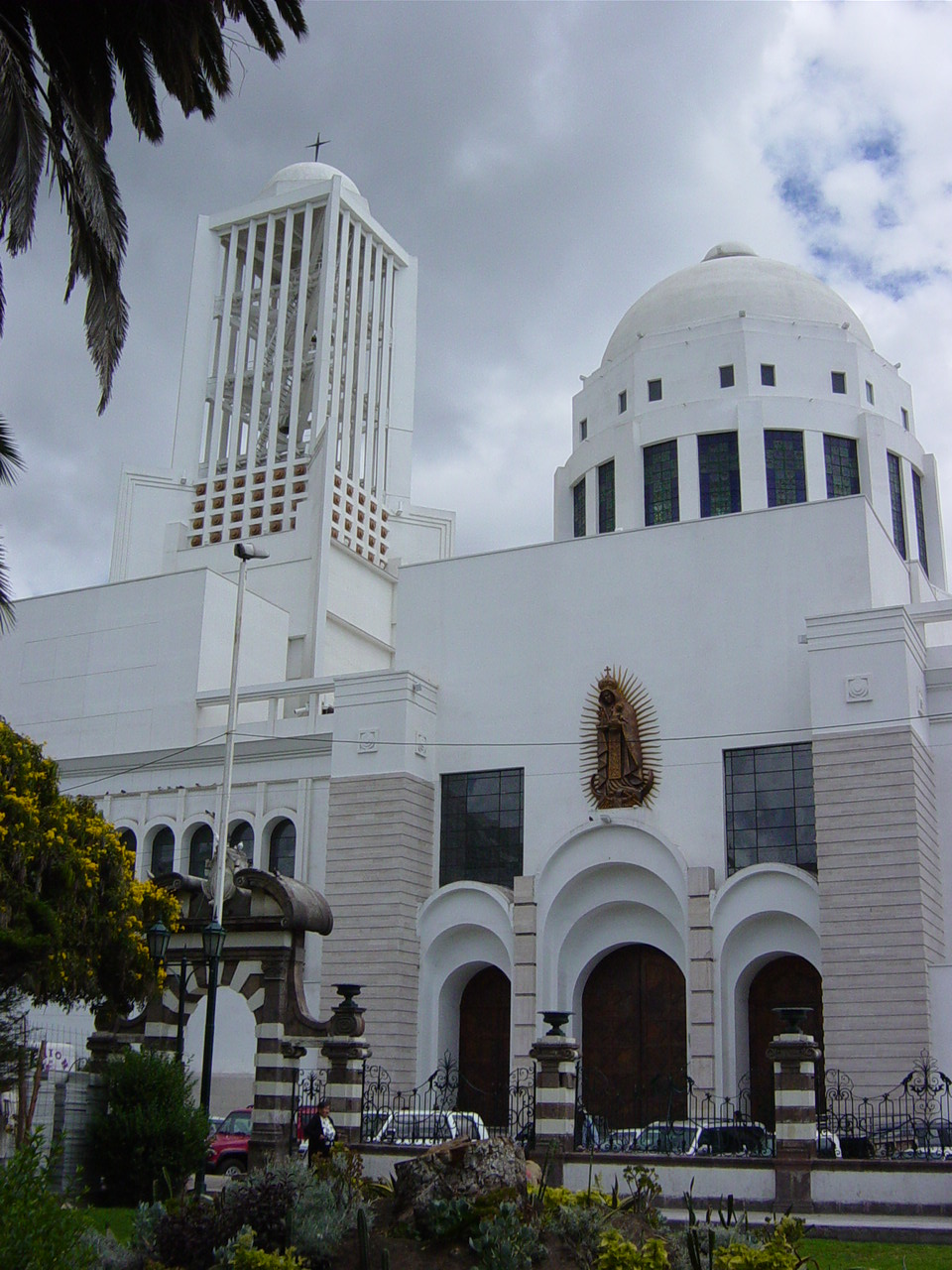
Seitenansicht der Kathedrale

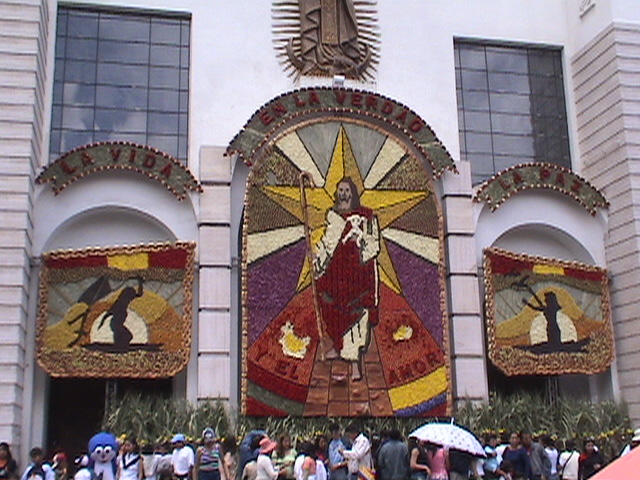
Dekorierter Seiteneingang

Die Kathedrale von Ambato oder die Kathedralbasilika Unserer Lieben Frau der Erhebung (spanisch Basílica Catedral de Nuestra Señora de la Elevación) ist eine römisch-katholische Kirche in Ambato, Provinz Tungurahua, Ecuador. Die Marien-Kathedrale ist Sitz des Bistums Ambato und trägt zusätzlich den Titel einer Basilica minor.

## Geschichte
Die ursprüngliche Kirche geht auf eine unter der Bezeichnung Nuestra Señora de la Elevación bekanntgewordene Marienerscheinung am 13. November 1695 zurück. Sie wurde 1698 vollendet und 1797 durch ein Erdbeben zerstört. Der anschließende Neubau wurde 1948 zur Kathedrale des neu geschaffenen Bistums Ambato erhoben. Im folgenden Jahr 1949 zerstörte ein Erdbeben die Kathedrale. Im Jahr 1954 wurde die heutige Kathedrale geweiht. Im Jahr 1961 erhielt die Kathedrale durch Papst Johannes XXIII. den Titel einer Basilica minor verliehen.

## Kathedrale
Das moderne Bauwerk am Park Juan Montalvo besteht größtenteils aus dem Werkstoff Beton. Der Baukörper der einschiffigen Kreuzkirche ist geprägt durch die Vierungskuppel mit ihrem hohen Tambour, die aus dem Deckengewölbe emporsteigt, und dem lichten Glockenturm über dem Haupteingang. Tambour und Außenwände sind mit hohen Bleiglasfenstern gestaltet. Von der Ausstattung sind der Marmoraltar und verschiedene Holzschnitzereien bedeutend, so die hölzernen Kirchentüren und die Figuren der Schmerzhaften Mutter Gottes, der Unbefleckten Jungfrau und Johannes des Täufers. Namensgebend ist die Darstellung der Nuestra Señora de la Elevación als Patronin des Bistums. In der blauen Apsis ist oberhalb des Altarkreuzes eine überlebensgroße, bronzene Marienstatue angebracht.